# Coccosterphus mysorensis
Coccosterphus mysorensis är en insektsart som beskrevs av Ananthasubramanian och Soumyendra Nath Ghosh 1987. Coccosterphus mysorensis ingår i släktet Coccosterphus och familjen hornstritar. Inga underarter finns listade i Catalogue of Life.